# Distrito de Gorj
Gorj es un distrito (județ) de Rumania con capital en la ciudad de Târgu Jiu. Está ubicado en la región histórica de Valaquia.

## Geografía
El distrito tiene un área total de 5602 km². El norte del distrito consiste en varias montañas del grupo meridional de los Cárpatos. En el oeste están las montañas de Vulcanului y en el este las montañas de Negoveanu. Ambos grupos están separados por el río Jiu, que es el principal del distrito.
El distrito de Gorj limita con el distrito de Vâlcea al este, los distritos de Mehedinți y Caraș-Severin al oeste, el distrito de Hunedoara al norte y el distrito de Dolj al sur.

## Demografía
En 2000, tenía una población de 387 308 habitantes, con una densidad de población de 69 hab./km². 
- Rumanos 98%.
- El resto son gitanos y otras minorías.

## Economía
Las principales industrias del distrito son:
- Explotación minera.
- Industria alimentaria y de la bebida.
- Industria textil.
- Industria de componentes electrónicos.
- Industria del cristal.
- Industria maderera.

El carbón se extrae en el norte del distrito, cerca de Motru y Rovinari. Hay dos plantas de energía termoeléctrica en Rovinari y Turceni, y algunas centrales de energía hidroeléctrica. Es el distrito de Rumanía que más energía produce, llegando a generar el 36% de la electricidad del país.
Debido a la disminución de la actividad minera, este distrito tiene una de las tasas de desempleo más altas del país.

## Divisiones administrativas
El distrito tiene 2 municipalidades, 6 ciudades y 62 comunas.

### Municipalidades
- Târgu Jiu
- Motru

### Ciudades
- Rovinari
- Bumbești-Jiu
- Târgu Cărbunești
- Novaci
- Țicleni
- Tismana

### Comunas
- Albeni
- Alimpești
- Aninoasa
- Arcani
- Baia de Fier
- Bălănești
- Bălești
- Bărbătești
- Bengești-Ciocadia
- Berlești
- Bâlteni
- Bolboși
- Borăscu
- Brănești
- Bumbești-Pițic
- Bustuchin
- Câlnic
- Căpreni
- Cătunele
- Ciuperceni
- Crasna
- Crușeț
- Dănciulești
- Dănești
- Drăgotești
- Drăguțești
- Fărcășești
- Glogova
- Godinești
- Hurezani
- Ionești
- Jupânești
- Lelești
- Licurici
- Logrești
- Mătăsari
- Mușetești
- Negomir
- Padeș
- Peștișani
- Plopșoru
- Polovragi
- Prigoria
- Roșia de Amaradia
- Runcu
- Săcelu
- Samarinești
- Săulești
- Schela
- Scoarța
- Slivilești
- Stănești
- Stejari
- Stoina
- Țânțăreni
- Telești
- Turburea
- Turcinești
- Urdari
- Văgiulești
- Vladimir